# Oukraïna (croiseur)
Pour les articles homonymes, voir Ukraina et Ukraine (homonymie).
L'Oukraïna, anciennement Admiral Flota Lobov, est un croiseur ukrainien de la classe Slava commandé par l'Union soviétique au début des années 1980 et non achevé.
Le navire est actuellement amarré au chantier naval de Mykolaïv (ancienne usine de construction navale no 61 Kommunara).

## Histoire
La quille est posée en 1983 et le navire est lancé en 1990, juste avant la chute de l'Union soviétique. En raison de contraintes budgétaires, les travaux sur le croiseur s'arrêtent au début des années 1990 et le navire demeure inachevé. En 1993, le croiseur est retiré de la marine russe et passe sous pavillon ukrainien.
Dès 1997, l'Ukraine fait part de son désintérêt pour le navire en le disposant à la vente. La Russie refuse de le racheter, la Chine et l'Inde sont alors approchées mais ne montrent aucun intérêt à l'époque. En outre, le gouvernement américain demande au gouvernement ukrainien de cesser de fournir de la technologie militaire à la Chine en échange d'une adhésion à l'OTAN et d'une aide économique. Selon des sources ukrainiennes, 30 millions de dollars devaient être débloqués pour son achèvement en 2007 mais ce projet a été abandonné.
En 2010, le parlement ukrainien modifie le nom du navire.

## Statut

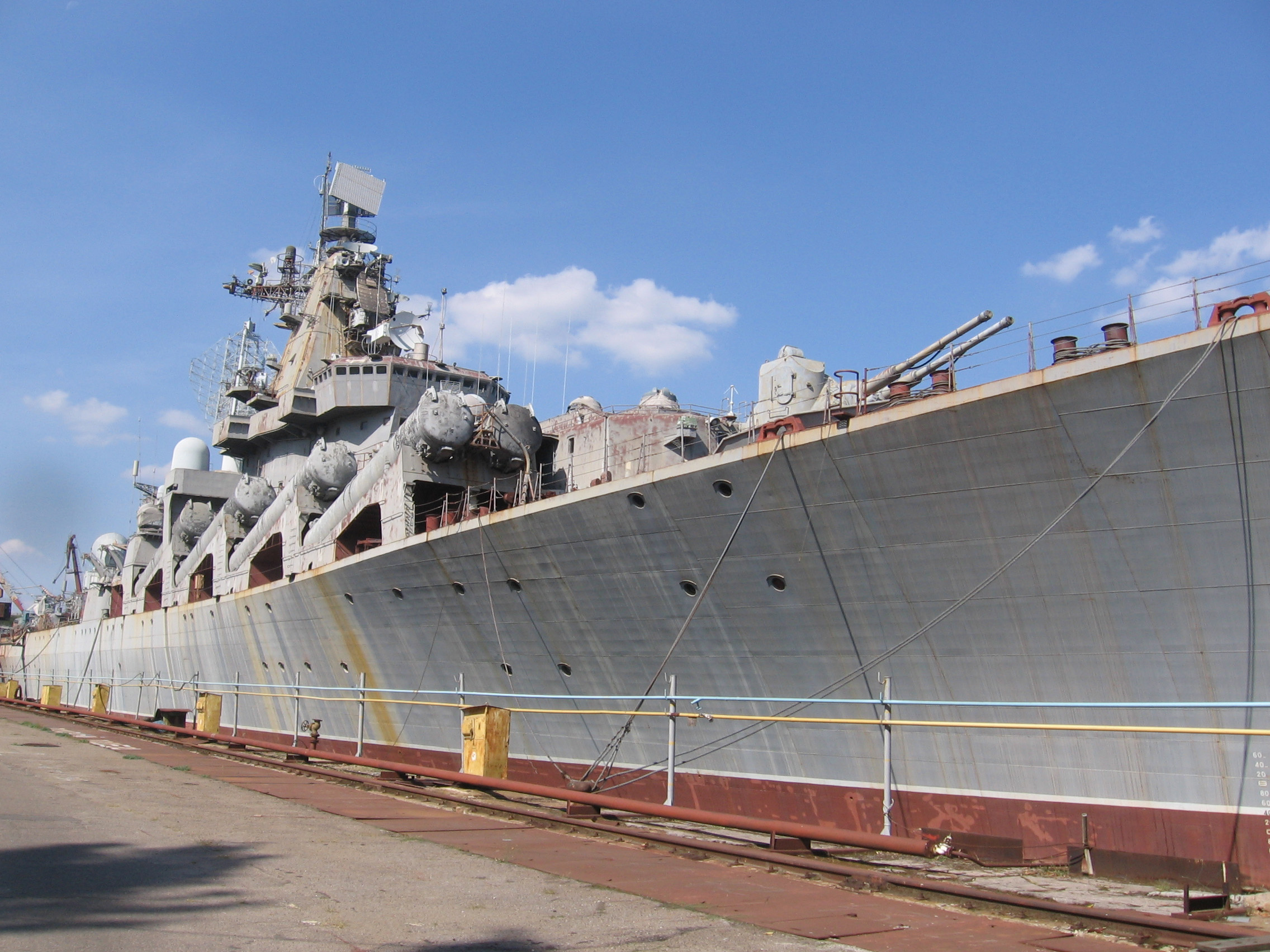
Le croiseur Oukraïna, amarré à quai.

Le croiseur, demeuré inachevé, est amarré dans le port de Mykolaïv, dans le sud de l'Ukraine. En avril 2010, des sources du Comité de défense russe affirment que la Russie a l'intention de l'acheter et, en mai 2010, après des entretiens avec le président russe Dmitri Medvedev à Kiev, le président ukrainien Viktor Ianoukovitch annonce un accord pour terminer le navire en collaboration avec la Russie,. Le 21 janvier 2011, selon des sources de la marine russe, celle-ci serait intéressée par le croiseur s'il est proposé gratuitement. Début mars 2011, la Russie attend toujours une offre acceptable de l'Ukraine concernant l'achat potentiel du croiseur lance-missiles. Mykhaïlo Yejel affirme qu'il ne mettra pas au rebut un navire de guerre complet à 95% et que le problème sera résolu dans un proche avenir,.
En 2012, le gouvernement ukrainien investit 6,08 millions de hryvnias dans l'entretien du navire. Le 26 mars 2017, il est finalement annoncé par les autorités ukrainiennes que le navire incomplet sera démoli après 30 ans d'attente à Mykolaïv. L'entretien et la démolition coûteront au pays 225 000 dollars par mois.[réf. nécessaire]
Finalement, le 18 août 2018, le Brésil fait part de son souhait d'acquérir le navire, après une modernisation approfondie, en vue d'un transfert dans la marine brésilienne,. Le 19 septembre 2019, le nouveau directeur d'Ukroboronprom, Aivaras Abromavičius, annonce que le navire sera bientôt vendu. Selon les images satellites, le navire demeure intact en 2021.